# Wordle
Wordle is een online browserspel gemaakt door programmeur Josh Wardle uit Brooklyn. Het woordspel komt grotendeels overeen met Lingo en heeft veel weg van Mastermind. Elk etmaal is er een nieuw woord beschikbaar om te raden.

## Verloop
Spelers hebben zes pogingen om een (Engels) woord van een bekend aantal letters te raden. Elke keer wanneer een woord is ingevoerd kan de speler aan de kleuren van de letters hints aflezen die informatie vrijgeven over het te raden woord. Letters die op de juiste plaats staan in het te raden woord worden groen gekleurd, letters die in het te raden woord voorkomen, maar niet op de juiste plaats staan worden geel. Letters die niet in het te raden woord voorkomen worden grijs. Wanneer men de hard mode aanzet, dient men in een poging letters te gebruiken waarvan men in een eerdere poging weet dat die in het woord zitten  Het doel is om in zo min mogelijk pogingen het woord te raden, door zo veel mogelijk informatie te ontfutselen door strategische keuzes te maken. 

## Populariteit
Het spel is sinds de oprichting snel in populariteit gestegen. Dit komt onder andere omdat Wordle het eenvoudig heeft gemaakt om de voortgang van een eigen speluitkomst met anderen te delen. Die mogelijkheid was echter pas geïmplementeerd in december, nadat oprichter Wardle gemerkt had dat gebruikers door middel van gekleurde emoji-blokjes hun resultaten gefingeerd deelden. Vele spelers plaatsten hun dagelijkse resultaten op sociale media, waardoor Wordle snel bekend werd bij een groter publiek. Waar in november 2021 slechts 90 personen het spel speelden, waren dat twee maanden later al 300.000 personen.

## Verkoop
Op 31 januari 2022 maakten Josh Wardle en The New York Times Company bekend dat het bedrijf achter de krant de rechten op het spel zou kopen voor een bedrag van meer dan een miljoen dollar. The New York Times Company heeft hierbij beloofd dat het spel voorlopig gratis beschikbaar blijft voor spelers.

## Anderstalige versies
Wordle is een Engelstalige uitgave, maar er bestaan versies in andere talen, waaronder het Nederlands en het Duits, het is niet duidelijk of of dit geautoriseerde versies zijn. 
Aanvulpuzzel
· anagrampuzzel
· citaatpuzzel
· cryptogram
· doorloper
· droedel
· filippine
· hartbrekerpuzzel
· kruiswoordpuzzel
· paardensprong
· paspuzzel
· pentagrampuzzel
· petpuzzel
· rebus
· scrabble
· slashpuzzel
· spiraalpuzzel
· taartpuzzel
· weefpuzzel
· woordritsen
· woordladder
· woordvlechten
· woordworm
· woordzoeker
· wordfeud
· wordle
· wurdian
· Zweedse puzzel